# جعفر أباد (خبريز)
جعفر أباد (بالفارسية: جعفرآباد) هي قرية تقع في إيران في قسم خبریز الريفي. يقدر عدد سكانها بـ 188 نسمة بحسب إحصاء 2016.